# فيرنا بلوم
فيرنا بلوم (بالإنجليزية: Verna Bloom)‏ (و. 1938 – 2019 م) هي ممثلة أفلام أمريكية، ولدت في لين، بدأت مشوارها المهني سنة 1967، توفيت في بار هربور، عن عمر يناهز 81 عاماً، بسبب الخرف.

## التعليم
تعلمت في كلية بوسطن الجامعية للفنون الجميلة ‏.

## وصلات خارجية
- فيرنا بلوم على موقع IMDb (الإنجليزية)
- فيرنا بلوم على موقع روتن توميتوز (الإنجليزية)
- فيرنا بلوم على موقع ألو سيني (الفرنسية)
- فيرنا بلوم على موقع تيرنر كلاسيك موفيز (الإنجليزية)
- فيرنا بلوم على موقع أول موفي (الإنجليزية)
- فيرنا بلوم على موقع قاعدة بيانات برودواي على الإنترنت (الإنجليزية)
- فيرنا بلوم على موقع قاعدة بيانات الأفلام السويدية (السويدية)
- فيرنا بلوم على موقع إن إن دي بي (الإنجليزية)
- فيرنا بلوم على موقع قاعدة بيانات الفيلم (الإنجليزية)
- فيرنا بلوم على موقع كينوبويسك (الروسية)